# Yasuharu Kurata
Pour les articles homonymes, voir Kurata.
Yasuharu Kurata (倉田 安治, Kurata Yasuharu) est un footballeur japonais né le 1er février 1963 dans la préfecture de Shizuoka, au Japon.